# أندرياس تيوز
أندرياس تيوز (بالألمانية: Andreas Tews)‏ (مواليد 11 سبتمبر 1968) هو ملاكم ألماني، مثّل بلاده في الألعاب الأولمبية الصيفية في دورتي 1988 و1992.

## روابط خارجية
أندرياس تيوز على موقع أوليمبيديا (الإنجليزية)